# Hydnocarpus saïgonensis
Hydnocarpus saïgonensis är en tvåhjärtbladig växtart som beskrevs av Jean Baptiste Louis Pierre och François Gagnepain. Hydnocarpus saïgonensis ingår i släktet Hydnocarpus och familjen Achariaceae. Inga underarter finns listade i Catalogue of Life.